# Luca Giustolisi
Luca Giustolisi (* 13. März 1970 in Triest; † 14. September 2023 ebenda) war ein italienischer Wasserballspieler. Er war Europameister 1995 und Olympiadritter 1996.

## Karriere
Luca Giustolisi gehörte zur italienischen Mannschaft, die bei der Universiade 1993 in Buffalo die Bronzemedaille gewann.
Nach dem Gewinn des Weltmeistertitels 1994 beendeten einige italienische Spieler ihre internationale Karriere und Giustolisi rückte in die Nationalmannschaft auf. 1995 bei der Europameisterschaft in Wien besiegten die Italiener im Halbfinale die deutsche Mannschaft mit 10:9 und im Finale die Ungarn mit 10:8. Im Jahr darauf bei den Olympischen Spielen in Atlanta gewannen die Italiener ihre Vorrundengruppe und bezwangen im Viertelfinale die russische Mannschaft. Nach der 6:7-Halbfinalniederlage gegen die Kroaten besiegten die Italiener im Spiel um Bronze die Ungarn mit 20:18. Das Spiel endete erst nach der zweiten Verlängerung, Giustolisi warf eins seiner sechs Turniertore in diesem Spiel. Bei der Europameisterschaft in Sevilla unterlagen die Italiener den Spaniern im Spiel um den fünften Platz mit 6:8. Im Jahr darauf verfehlten die Italiener auch bei der Weltmeisterschaft 1998 in Perth das Halbfinale, in der Platzierungsrunde erreichten sie den fünften Platz.
Luca Giustolisi spielte bei Pro Recco und Ina Assitalia Roma. Von 1997 bis 1999 war er bei Circolo Nautico Posillipo in Neapel, die Mannschaft belegte in beiden Spielzeiten den zweiten Platz in der Serie A.
Er war mit der Mezzosopranistin Anna Caterina Antonacci verheiratet.